# Damernas K-4 500 meter i kanotsport vid olympiska sommarspelen 1988
Damernas K-4 500 meter vid olympiska sommarspelen 1992 hölls i Seoul. 

## Medaljörer
| Gren          | Guld                                                                   | Silver                                                  | Brons                                                                    |
| K-4 500 meter | Östtyskland Birgit Schmidt Anke Nothnagel Ramona Portwich Heike Singer | Ungern Erika Géczi Erika Mészáros Éva Rakusz Rita Kőbán | Bulgarien Vanja Gesjeva Diana Paliiska Ogniana Petkova Borislava Ivanova |

## Resultat

### Heat
| Heat 1 |                                                                                          |         |    |
| 1.     | Birgit Schmidt, Anke Nothnagel, Ramona Portwich och Heike Singer (GDR)                   | 1:36.84 | QF |
| 2.     | Irina Salomykova, Irina Chmelevskaja, Aleksandra Apanovitj och Nadezjda Kovalevitj (URS) | 1:37.78 | QF |
| 3.     | Anna Olsson, Agneta Andersson, Susanne Wiberg och Liselotte Olsson (SWE)                 | 1:41.40 | QF |
| 4.     | Traci Phillips, Shelia Conover, Cathy Marino-Geers och Shirley Dery-Batlik (USA)         | 1:41.77 | QS |
| 5.     | Nancy Olmsted, Barbara Olmsted, Caroline Brunet och Shelia Taylor (CAN)                  | 1:43.52 | QS |
| 6.     | Sylvie Cuvilly, Claudine LeRoux, Virginie Vandamme och Béatrice Basson (FRA)             | 1:45.41 | QS |
| 7.     | Lee Do-Hui, Jeong Mi, Kim Mi-Ja och Choi Seon-Hyeong (KOR)                               | 1:49.97 | QS |
| Heat 2 |                                                                                          |         |    |
| 1.     | Erika Géczi, Erika Mészáros, Éva Rakusz och Rita Kőbán (HUN)                             | 1:36.48 | QF |
| 2.     | Vanja Gesjeva, Diana Paliiska, Ogniana Petkova och Borislava Ivanova (BUL)               | 1:39.40 | QF |
| 3.     | Yvonne Knudsen, Susanne Sangaard Petersen, Jeanette Knudsen och Birgitte Froberg (DEN)   | 1:40.87 | QF |
| 4.     | Bożena Ksiąźek, Elżbieta Urbańczyk, Jolanta Łukaszewicz och Katarzyna Weiss (POL)        | 1:41.07 | QS |
| 5.     | Josefa Idem, Claudia Österheld, Andrea Martin och Ruth Domgörgen (FRG)                   | 1:43.43 | QS |
| 6.     | Angela Dawson, Janine Lawler, Susie Perret och Andrea Dallaway (GBR)                     | 1:46.68 | QS |

### Semifinal
| Semifinal |                                                                                   |         |    |
| 1.        | Josefa Idem, Claudia Österheld, Andrea Martin och Ruth Domgörgen (FRG)            | 1:42.09 | QF |
| 2.        | Bożena Ksiąźek, Elżbieta Urbańczyk, Jolanta Łukaszewicz och Katarzyna Weiss (POL) | 1:42.55 | QF |
| 3.        | Traci Phillips, Shelia Conover, Cathy Marino-Geers och Shirley Dery-Batlik (USA)  | 1:43.17 | QF |
| 4.        | Nancy Olmsted, Barbara Olmsted, Caroline Brunet och Shelia Taylor (CAN)           | 1:43.63 |    |
| 5.        | Angela Dawson, Janine Lawler, Susie Perret och Andrea Dallaway (GBR)              | 1:46.18 |    |
| 6.        | Sylvie Cuvilly, Claudine LeRoux, Virginie Vandamme och Béatrice Basson (FRA)      | 1:47.71 |    |
| 7.        | Lee Do-Hui, Jeong Mi, Kim Mi-Ja och Choi Seon-Hyeong (KOR)                        | 1:51.16 |    |

### Final
| Gold   | Birgit Schmidt, Anke Nothnagel, Ramona Portwich och Heike Singer (GDR)                   | 1:40.78 |
| Silver | Erika Géczi, Erika Mészáros, Éva Rakusz och Rita Kőbán (HUN)                             | 1:41.88 |
| Bronze | Vanja Gesjeva, Diana Paliiska, Ogniana Petkova och Borislava Ivanova (BUL)               | 1:42.63 |
| 4.     | Irina Salomykova, Irina Khmelevskaya, Aleksandra Apanovich och Nadezhda Kovalevich (URS) | 1:44.26 |
| 5.     | Josefa Idem, Claudia Österheld, Andrea Martin och Ruth Domgörgen (FRG)                   | 1:45.62 |
| 6.     | Anna Olsson, Agneta Andersson, Susanne Wiberg och Liselotte Olsson (SWE)                 | 1:45.67 |
| 7.     | Yvonne Knudsen, Susanne Sangaard Petersen, Jeanette Knudsen och Birgitte Froberg (DEN)   | 1:47.10 |
| 8.     | Bożena Ksiąźek, Elżbieta Urbańczyk, Jolanta Łukaszewicz och Katarzyna Weiss (POL)        | 1:47.40 |
| 9.     | Traci Phillips, Shelia Conover, Cathy Marino-Geers och Shirley Dery-Batlik (USA)         | 1:47.94 |